# Liste der Baudenkmäler in Dormitz
Auf dieser Seite sind die Baudenkmäler in der oberfränkischen Gemeinde Dormitz zusammengestellt. Diese Tabelle ist eine Teilliste der Liste der Baudenkmäler in Bayern. Grundlage ist die Bayerische Denkmalliste, die auf Basis des Bayerischen Denkmalschutzgesetzes vom 1. Oktober 1973 erstmals erstellt wurde und seither durch das Bayerische Landesamt für Denkmalpflege geführt wird. Die folgenden Angaben ersetzen nicht die rechtsverbindliche Auskunft der Denkmalschutzbehörde.
 Diese Liste gibt den Fortschreibungsstand vom 1. Oktober 2022 wieder und enthält 11 Baudenkmäler.

## Baudenkmäler in Dormitz
| Lage                                                         | Objekt                                     | Beschreibung | Akten-Nr.              | Bild                                       |
| ------------------------------------------------------------ | ------------------------------------------ | --- | ---------------------- | ------------------------------------------ |
| Brandbach (Standort)                                         | Brücke                                     | Einbogige Sandsteinbrücke, 18. Jahrhundert, mit Nepomuk-Figur, Mitte 18. Jahrhundert | D-4-74-119-10 Wikidata | Brücke                                     |
| Hauptstraße 13 (Standort)                                    | Gasthaus zum Grünen Baum                   | Zweigeschossiger giebelständiger Sandsteinquaderbau mit Satteldach, bezeichnet „1741“ | D-4-74-119-1 Wikidata  | Gasthaus zum Grünen Baum                   |
| Hauptstraße 16 (Standort)                                    | Bauernhaus                                 | Ehemaliges jüdisches Wohnhaus, zweigeschossiger giebelständiger Sandsteinquaderbau mit Satteldach, erste Hälfte 19. Jahrhundert | D-4-74-119-2 Wikidata  | Bauernhaus                                 |
| Hauptstraße 16 (Standort)                                    | Hofhaus                                    | Klein, erdgeschossig, mit Walmdach, Mikwe und Steinbank, frühes 19. Jahrhundert | D-4-74-119-2 Wikidata  | Hofhaus                                    |
| Hauptstraße 24 (Standort)                                    | Bauernhaus                                 | Eingeschossiger, giebelständiger Sandsteinquaderbau mit Satteldach, erste Hälfte 19. Jahrhundert | D-4-74-119-3 Wikidata  | Bauernhaus                                 |
| Hauptstraße 30 (Standort)                                    | Bauernhaus                                 | Eingeschossiges Wohnstallbau, giebelständiger Sandsteinquader mit Satteldach, bezeichnet „1843“ | D-4-74-119-4 Wikidata  | BW                                         |
| Hauptstraße 46 (Standort)                                    | Bauernhaus                                 | Zweigeschossiger giebelständiger Sandsteinquaderbau, erste Hälfte 19. Jahrhundert, Traufseite zum Hof zweite Hälfte 20. Jahrhundert überformt | D-4-74-119-5 Wikidata  | BW                                         |
| Hauptstraße 50 (Standort)                                    | Bauernhaus                                 | Eingeschossiges giebelständiges ehemaliger Wohnstallbau, Sandsteinquader mit Satteldach, bezeichnet „1804“ | D-4-74-119-6 Wikidata  | Bauernhaus                                 |
| Kirchenstraße 9 (Standort)                                   | Altes Schulhaus                            | Sandsteinquaderbau, zweigeschossig mit Walmdach, klassizistisch, bezeichnet „1824“ | D-4-74-119-7 Wikidata  | Altes Schulhaus                            |
| Kirchenstraße 11 (Standort)                                  | Katholische Pfarrkirche Mariä Verkündigung | Einheitlicher spätgotischer Bau, Saalbau mit eingezogenem Chor mit 5/8-Schluss, Turm an der Chornordseite, Schiff mit Satteldach und westlichem Giebeldachreiter, quadratischer Turm mit ins Achteck überführtem Spitzhelm, um 1400 errichtet, Langhauserweiterung nach Westen, Vorhalle des Süd- bzw. Brautportals (Paradies) und Turmerhöhung um 1490/50, bei Renovierung 1720–23 Langhaus erhöht und Fenster rundbogig verändert; mit Ausstattung | D-4-74-119-8 Wikidata  | Katholische Pfarrkirche Mariä Verkündigung |
| Kirchenstraße 11 (Standort)                                  | Ölberg                                     | Steinern, im Eck zwischen Langhaus und südlicher Chorwand von Veit Wirsberger, Anfang 16. Jahrhundert | D-4-74-119-8           | Ölberg                                     |
| Kirchenstraße 11, nordwestlich der Kirche (Standort)         | Ehemalige Kirchhofbefestigung              | Kurzes Mauerstück und niedriger Rundturm mit Kegeldach, 15. Jahrhundert | D-4-74-119-8 Wikidata  | Ehemalige Kirchhofbefestigung              |
| Nähe Schulstraße, im Friedhof (Standort)                     | Friedhofskreuz                             | Gefasste Holzskulptur in klassizistischer Kalvarienbergkapelle in Form eines antikisierenden Portikus mit Dreiecksgiebel über dorischen Säulen, Sandsteinquader, um 1800 | D-4-74-119-11 Wikidata | Friedhofskreuz                             |
| Sebalder Straße 29, Ecke Kleinsendelbacher Straße (Standort) | Marter                                     | Säule mit viernischigem Bildhaus, Sandstein, bezeichnet „1690“ | D-4-74-119-9 Wikidata  | BW                                         |